# 나자스말속
나자스말속은 자라풀과의 속이다. 별도의 나자스말과(Najadaceae)로 분류하기도 한다.

## 특징
전 세계에 널리 분포하며, 민물 및 바닷물과 민물이 섞여 있는 곳에서 자라는 침수성의 1년생 초본으로서, 9종 정도가 알려져 있다. 잎은 실 모양으로, 가장자리에는 톱니가 있으며, 잎집의 겨드랑이에는 작은 비늘조각이 있다. 기공이 없다. 수꽃은 1개의 수술을 가지고 있으며, 암꽃은 꽃덮이가 없고 1개의 심피를 가지고 있다. 열매는 수과로 껍질이 얇고 반투명하며 1개의 씨를 가지고 있다.

## 하위 종
- Najas filifolia
- Najas flexilis
- Najas gracillima
- 나자스말 (Najas grminea)
- Najas guadelupensis
- Najas japonica
- 민나자스말 (Najas marina)
- Najas minor
- Najas wrightiana